# At Last (álbum)
At Last es el séptimo álbum de estudio de la cantante estadounidense Cyndi Lauper, publicado el 18 de noviembre de 2003 por Epic Records. Lauper coprodujo el álbum con Russ Titelman. El álbum se compone de una colección de versiones de canciones estándares de jazz. At Last entró en el top 40 de las listas de popularidad tanto en la Estados Unidos y Australia.
El álbum incluye un dúo con Tony Bennett en "Makin 'Whoopee". At Last no tuvo gira musical, pero se presentó en Nueva York donde grabó su DVD Live At Last. El álbum ha vendido 276 000 copias en los Estados Unidos según Nielsen SoundScan.

## Listado De Temas
1. "At Last" (Mack Gordon, Harry Warren) – 2:42
2. "Walk on By" (Burt Bacharach, Hal David) – 4:32
3. "Stay" (Maurice Williams) – 3:13
4. "La Vie en Rose" (Mack David, Louis Guglielmi, Édith Piaf) – 3:34
5. "Unchained Melody" (Alex North, Hy Zaret) – 4:27
6. "If You Go Away" (Jacques Brel, Rod McKuen) – 4:28
7. "Until You Come Back to Me" (Morris Broadnax, Clarence Paul, Stevie Wonder) – 4:39
8. "My Baby Just Cares For Me" (Walter Donaldson, Gus Kahn) – 2:37
9. "Makin' Whoopee" (Donaldson, Kahn) – 4:13 (duet with Tony Bennett)
10. "Don't Let Me Be Misunderstood" (Bennie Benjamin, Gloria Caldwell, Sol Marcus) – 3:38
11. "You've Really Got a Hold on Me" (Smokey Robinson) – 4:03
12. "Hymn to Love" (Marguerite Monnot, Eddie Constantine) – 3:33
13. "On the Sunny Side of the Street" (Dorothy Fields, Jimmy McHugh) – 4:05

## Sencillos
| Título                    | Año  |
| ------------------------- | ---- |
| "Walk on By"              | 2003 |
| Until You Come Back to Me | 2004 |
| Stay                      | 2004 |

## Rendimiento
| Listas (2003)           | Posición |
| ----------------------- | -------- |
| Argentine Albums Chart  | 12       |
| Australian Albums Chart | 16       |
| Austrian Albums Chart   | 50       |
| Canadian Albums Chart   | 32       |
| Colombian Albums Chart  | 20       |
| Dutch Albums Chart      | 8        |
| French Albums Chart     | 85       |
| Japanese Albums Chart   | 205      |
| Portuguese Albums Chart | 18       |
| Spanish Albums Chart    | 17       |
| Swiss Albums Chart      | 50       |
| UK Albums Chart         | 124      |
| US Billboard 200        | 38       |

## Personal
- Producido por Russ Titelman, Cyndi Lauper
- Adicional Ingeniero: Steve Gaboury
- Mezclado por William Wittman, Russ Titelman
- Asistente de mezcla: George Fullan
- Ingeniero Asistente: Sharon Tucker, Doris Pedro, Stritmater Tim, Dozoretz Brian, Jason Finkel,
- Elizabeth Collins, Marcas de Kurt
- Dirección de producción y el contratista: Jill dell'Abate
- Masterizado por Ted Jensen, Ryan Smith
- Gestión: barbaris Lisa
- A & R: David Massey
- A & R Coordinador: Evan L